# Кяри Памю Памю
Кя́ри Па́мю Па́мю (яп. きゃりーぱみゅぱみゅ); род. 29 января 1993, Ниситокё, Токио — японская певица, блогер, модель. Настоящее имя — Кирико Такэмура (яп. 竹村 桐子) .  Её визуальный образ можно отнести к японским стилям «каваий» и «Декора». Продюсирует, пишет музыку и тексты для неё японский музыкант и продюсер Ясутака Наката из электронного музыкального дуэта Capsule.
Кяри стала известна благодаря своему синглу «PonPonPon» (2011) . На данный момент у неё три полноценных альбома — «Pamyu Pamyu Revolution» (2012), «Nanda Collection» (2013) и «Pika Pika Fantajin» (2014).
Хотя большая часть её успеха как звукозаписывающей исполнительницы пришлась на Азию, она также приобрела популярность в западных странах отчасти благодаря интернет-видео, которые стали вирусными. Средства массовой информации называли Кьяри «Монстром моды», она появлялась на обложках для таких журналов, как Dazed & Confused. В 2013 году она подписала дистрибьюторский контракт с Sire Records на выпуск своей музыки в Соединённых Штатах.
По состоянию на февраль 2020 года, по данным Oricon, певица продала в Японии более 970 000 физических альбомов и синглов, а также более 2,25 миллиона цифровых продаж всех своих синглов.

## Биография
Сначала она завела блог о моде. Этот интерес развился в работе моделью для журналов о моде в стиле Харадзюку. Добившись скандальной популярности и став узнаваемой как модель, она даже запустила свой собственный бренд накладных ресниц. Потом стала работать с продюсером группы Perfume Ясутакой Накатой и основателем бренда «%6 Doki Doki Fashion» Себастьяном Масудой над своим сольным музыкальным проектом. Первая же её песня, озаглавленная «Pon Pon Pon» (с мини-альбома «Moshi Harajuku»), к которой было снято, по утверждению сайта MTV Iggy, «видео ужасов», потрясла мир, и, по словам того же веб-сайта, «перевернула мир джей-попа с ног на голову». Видео стало вирусным.

## Личная жизнь
21 марта 2023 года Кяри объявила в социальных сетях, что она вышла замуж за японского актёра и комментатора студии Terrace House Сёно Хаяму.
22 апреля 2024 года Кяри объявила в посте в социальных сетях, что ждёт своего первого ребёнка. Она объявила о рождении своего ребёнка 7 октября 2024 года.

## Дискография

### Синглы
| №  | Название                                                                             | Дата выпуска    | Наивысшая позиция Oricon Weekly Singles Chart |
| -- | ------------------------------------------------------------------------------------ | --------------- | --------------------------------------------- |
| 1  | «PON PON PON»                                                                        | 20 июля 2011    | —                                             |
| 2  | «Tsukematsukeru» (яп. つけまつける)                                                  | 11 августа 2012 | 7                                             |
| 3  | «CANDY CANDY»                                                                        | 4 апреля 2012   | 8                                             |
| 4  | «Fashion Monster» (яп. ファッションモンスター)                                       | 17 октября 2012 | 5                                             |
| 5  | «Kimi ni 100 Percent / Furisodeshon» (яп. キミに１００パーセント／ふりそでーしょん)  | 30 января 2013  | 3                                             |
| 6  | «Ninja Re Bang Bang» (яп. にんじゃりばんばん)                                        | 20 марта 2013   | 3                                             |
| 7  | «Invader Invader» (яп. インベーダーインベーダー)                                     | 15 мая 2013     | 6                                             |
| 8  | «Mottai Night Land» (яп. もったいないとらんど)                                       | 6 ноября 2013   | 8                                             |
| 9  | «Yume no Hajima Ring Ring» (яп. ゆめのはじまりんりん)                                | 26 февраля 2014 | 11                                            |
| 10 | «Family Party» (яп. ファミリーパーティー)                                            | 16 апреля 2014  | 2                                             |
| 11 | «Kira Kira Killer» (яп. きらきらキラー)                                              | 11 июня 2014    | —                                             |
| 12 | «Mondai Girl» (яп. もんだいガール)                                                   | 18 марта 2015   | 6                                             |
| 13 | «Crazy Party Night (Pumpkin no Gyakushū)» (яп. Crazy Party Night ~ぱんぷきんの逆襲~) | 2 сентября 2015 | 12                                            |
| 14 | «Sai & Co» (яп. )                                                                    | 20 апреля 2016  | —                                             |
| 15 | «HARAJUKU IYAHOI»                                                                    | 10 января 2017  | —                                             |

## Альбомы
| № | Название                                                  | Дата выпуска     | Наивысшая позиция Oricon Weekly Singles Chart | Сертификации   |
| - | --------------------------------------------------------- | ---------------- | --------------------------------------------- | -------------- |
| — | Moshi Harajuku (яп. もしもし原宿) - Мини-альбом           | 17 августа 2011  | 18                                            |                |
| 1 | Pamyu Pamyu Revolution (яп. ぱみゅぱみゅレボリューション) | 23 мая 2012      | 2                                             | JP: Золотой    |
| 2 | Nanda Collection (яп. なんだこれくしょん)                 | 26 июня 2013     | 1                                             | JP: Платиновый |
| 3 | Pika Pika Fantajin (яп. ピカピカふぁんたじん)             | 9 июля 2014      | 1                                             | JP: Золотой    |
| 4 | Japamyu (яп. じゃぱみゅ)                                  | 26 сентября 2018 | 12                                            |                |
| 5 | Candy Racer (яп. キャンディーレーサー)                    | 27 октября 2021  | 22                                            |                |

## Музыкальные видео
| Год  | Название              | Режиссёр     |
| ---- | --------------------- | ------------ |
| 2011 | «PONPONPON»           | Дзюн Тамукай |
| 2012 | «Tsukematsukeru»      | Дзюн Тамукай |
| 2012 | «CANDY CANDY»         | Дзюн Тамукай |
| 2012 | «Fashion Monster»     | Дзюн Тамукай |
| 2013 | «furisodeshon»        | Дзюн Тамукай |
| 2013 | «Ninjya Re Bang Bang» | Дзюн Тамукай |
| 2013 | «Invader Invader»     | Дзюн Тамукай |